# Hiroshi Maeue
Hiroshi Maeue (前上 博 Maeue Hiroshi?,  8 de agosto de 1968 – 28 de julio de 2009) nacido en la Prefectura de Osaka, fue un asesino en serie japonés que atrajo a sus víctimas vía internet. Tenía un atípico fetiche sexual que consistía en que no podía conseguir excitarse hasta que no estrangulase a sus víctimas.

## Historia de los crímenes
Siendo muy joven, ingresó en el Instituto de Tecnología de Kanazawa, donde asfixió a un amigo. Abandonó el Instituto en el año 1988, aunque solo fue arrestado en el año 1995 tras asfixiar a su socio. Fue puesto en libertad vigilada, ya sin trabajo al haber sido despedido de este. En 2001 fue otra vez arrestado, esta vez, por asfixiar a dos mujeres, y sentenciado a un año de cárcel con una pena de tres años en suspensión. En abril de 2002, asfixió a un estudiante de secundaria y de nuevo fue arrestado y sentenciado a un año y diez meses de prisión. 

## Muertes e Internet
Tras su última puesta en libertad, en el año 2005 asesinó a tres personas más en un lapso de cuatro meses: un adolescente de 14 años, una mujer de 25 años y un joven de 21 años; todos ellos miembros de un club suicida de internet; crímenes por los que fue condenado. Atrajo a sus víctimas, prometiéndoles que se suicidaría junto a ellos, proponiendo a los tres hacerlo quemando carbón en un coche cerrado, algo muy común en Japón; sin embargo, en el momento del suicidio, Maeue los estrangulaba con sus propias manos. Tiempo después, él mismo declararía que su deseo de matar de esa manera evolucionó tras leer una novela de misterio cuando era niño. 
En el juicio, los fiscales lo denominaron como un asesino psicópata sexual. El 28 de marzo de 2007 una corte del distrito de Osaka le sentenció a morir en la horca. Su defensa apeló, pero él mismo dijo que debía pagar sus crímenes con su propia muerte, por lo que retiró todas las apelaciones a la sentencia el 5 de julio de 2007, y fue ejecutado el 28 de julio de 2009.